# Lusaint
Lucy Hopkins, beter bekend als Lusaint, is een Britse singer-songwriter uit Manchester, bekend om haar soulvolle stem en het combineren van jazz, soul en popinvloeden. Ze kreeg voor het eerst landelijke aandacht in 2019 met haar cover van het nummer More than Friends van James Hype, die viral ging op sociale media en werd opgepikt door BBC Radio  en diverse streamingplatforms.
Lusaint bouwde haar carrière op via intieme sessies zoals Sofar Sounds en Mahogany Sessions. In 2023 bracht ze haar debuut-EP Self Sabotage uit, waarmee ze werd geprezen om haar emotionele kracht en vocale expressie. Haar werk werd omschreven als een mix van moderne soul en klassieke invloeden, vergelijkbaar met artiesten als Amy Winehouse en Billie Eilish.
In 2024 en 2025 trad Lusaint op tijdens bijzondere evenementen, waaronder optredens voor leden van het Britse koningshuis en voor Paus Franciscus.

## Discografie
- More than Friends (single, 2019)
- Fool for You (single, 2021)
- Dark Horse (single, 2022)
- Self Sabotage (EP, 2023)[7]